# Florian Finke
Florian Finke (Bautzen, 6 febbraio 1996) è un giocatore di football americano tedesco, che gioca come kicker per i Dresden Monarchs.
Ha iniziato a giocare nel 2016 per la i Dresden Monarchs per poi dal 2022 passare in ELF, prima con i Leipzig Kings e poi con i Berlin Thunder. Dal 2024 è tornato a giocare a Dresda.

## Palmarès
- 1 German Bowl (Dresden Monarchs, 2021)